# Lidija Mihajlović
Lidija Mihajlović (srb cyr. Лидија Михајловић; ur. 23 września 1968 w Niszu) – serbska strzelczyni, olimpijka, medalistka mistrzostw świata i mistrzostw Europy.

## Kariera sportowa
Specjalizowała się w strzelaniach karabinowych. Uczestniczka Letnich Igrzysk Olimpijskich 1992 jako niezależna olimpijka, oraz Letnich Igrzysk Olimpijskich 2008 jako reprezentantka Serbii. Najlepsze miejsce osiągnęła w swoim drugim olimpijskim starcie – w karabinie małokalibrowym w trzech postawach z 50 m dostała się do wąskiego finału, w którym uplasowała się na 7. miejscu.
Mihajlović raz stała na podium mistrzostw świata. W 2010 roku zdobyła brąz w drużynowym strzelaniu z karabinu małokalibrowego w trzech postawach z 50 m, osiągając najsłabszy rezultat w serbskiej drużynie (startowała wraz z Andreą Arsović i Ivaną Maksimović). Indywidualnie zajęła m.in. 4. miejsce w 2006 roku w karabinie małokalibrowym w trzech postawach z 50 m i 5. miejsce w 1991 roku w karabinie pneumatycznym z 10 m
W barwach Jugosławii zdobyła 2 medale mistrzostw Europy. W 1994 roku została indywidualną wicemistrzynią kontynentu w karabinie pneumatycznym z 10 m, przegrywając wyłącznie z Rosjanką Anną Małuchiną. Na turnieju w 1996 roku zdobyła drużynowy brąz w tej samej konkurencji. W karabinie małokalibrowym w trzech postawach z 50 m była m.in. na 5. miejscu w 2001 roku i na 8. pozycji w 2007 roku. 6 razy stała na podium zawodów Pucharu Świata, z kolei 3 razy znalazła się w strefie medalowej zawodów finałowych Pucharu Świata.

## Wyniki

### Igrzyska olimpijskie
| Igrzyska       | Konkurencja                               | Wynik                                    | Miejsce | Źródło |
| -------------- | ----------------------------------------- | ---------------------------------------- | ------- | ------ |
| Barcelona 1992 | Karabin małokalibrowy, trzy postawy, 50 m | 565 pkt. (192–191–182)                   | 33      | [ 6 ]  |
| Barcelona 1992 | Karabin pneumatyczny, 10 m                | 389 pkt. (96–97–98–98)                   | 17      | [ 7 ]  |
| Pekin 2008     | Karabin małokalibrowy, trzy postawy, 50 m | 686 pkt. 586 pkt. (199–191–196)+100 pkt. | 7       | [ 1 ]  |
| Pekin 2008     | Karabin pneumatyczny, 10 m                | 394 pkt. (99–97–100–98)                  | 20      | [ 8 ]  |

### Medale mistrzostw świata
Opracowano na podstawie materiałów źródłowych:
| Mistrzostwa    | Konkurencja                                          | Wynik                                        | Miejsce |
| -------------- | ---------------------------------------------------- | -------------------------------------------- | ------- |
| Monachium 2010 | Karabin małokalibrowy, trzy postawy, 50 m, drużynowo | 1754 pkt. (druż.) 582 pkt ind. (198–190–194) |         |

### Medale mistrzostw Europy
Opracowano na podstawie materiałów źródłowych:
| Mistrzostwa    | Konkurencja                           | Wynik                 | Miejsce |
| -------------- | ------------------------------------- | --------------------- | ------- |
| Strasburg 1994 | Karabin pneumatyczny, 10 m            | 496 pkt. 395+101 pkt. |         |
| Budapeszt 1996 | Karabin pneumatyczny, 10 m, drużynowo | ?                     |         |